# 乖小孩
《乖小孩》（よいこ）是石川優吾的漫画，在《Big Comic Spirits》上连载。1998年1999年播放電視動畫。

## 劇情概要
江角風花是一位可愛的女孩，身高163公分，體重53kg，可愛的臉蛋加上玲瓏有緻的身材，連大學生都不禁被她吸引，跟普通少女一樣，風花愛漂亮也喜歡化妝，不過有一點比較特別，就是其實她只是國小五年級的學生!

## 動畫登場人物
江角風花（配音员：永田亮子）
國小五年級生，有着成熟的身體，但是心裡還只是個單純的國小生，有正義感，十分喜歡摔角，不過很怕痛。
纲本健司（配音员：阪口大助）
鹿島美紀（配音员：大野佐和）
爸爸經商落跑了，留下龐大債務，媽媽天天打工還錢；家境貧苦三餐不繼；在漫畫一開始，不知為何被全班排擠，後來是有正義感的江角幫她解決了這個問題。
小關顯（配音员：石村和子）
好色，經常吃江角豆腐。
野口老師（配音员：芳野美树）
一心想到巴黎旅遊的老師。
江角志郎（配音员：桧山修之）
高中二年级生，风花的哥哥，比风花还要矮许多。
母亲（配音员：岛村薰）
旁白（清水美里、滨尾幸慈）

## 電視動畫
1998年11月6日至1999年3月26日在日本TBS播出。共20集。

### 工作人員
- 原作：石川优吾
- 监修：久保雅一、饭田良弘、泽边伸政
- 监督：大森贵宏
- 剧本：富田祐弘
- 角色设计：志田正博
- 美术监督：长崎齐
- 色彩设计：海峰重信
- 摄影监督：冲野雅英
- 编辑：关一彦
- 音乐监督：千叶繁
- 音乐：ヨシオ·J·マキ
- 音乐制作：藤田昭彦
- 执行制作人：源生哲雄、都筑伸一郎、布川郁司
- 动画制作人：池田泰弘
- 导演：坂本香、荻野贤
- 制作：TBS·ぴえろ

## 外部連結
- よいこ（日語）